# Brachystelma oianthum
Brachystelma oianthum ist eine Pflanzenart aus der Unterfamilie der Seidenpflanzengewächse (Asclepiadoideae). Sie ist nur in Südafrika beheimatet und durch relativ große glockenförmige Blüten ausgezeichnet.

## Beschreibung

### Vegetative Merkmale
Brachystelma oianthum ist eine ausdauernde krautige Pflanze. Dieser Geophyt bildet eine, auf der Oberseite abgeflacht-kugelige, Wurzelknolle mit einem Durchmesser von etwa 5 cm, als Überdauerungsorgan. Sie bildet ein oder zwei aufrecht stehende oder niederliegende, einjährige, flaumig behaarte Sprossachsen mit einer Höhe/Länge von 20 bis 80 cm. Die Laubblätter sind kurz gestielt. Die einfache Blattspreite ist bei einer Länge von 10 bis 60 mm und einer Breite von 5 bis 15 mm ei- oder lanzettförmig mit einem gespitzten oberen Ende.

### Blütenstand und Blüten
Der ungestielte Blütenstand ist einblütig mit einem etwa 5 mm langen, flaumig behaarten Blütenstiel. Die fünf schmal dreieckigen Kelchblätter sind 5 mm lang. Die innen papillöse und stark behaarte Blütenkrone ist auf der Außenseite gelblich gefärbt mit einigen wenigen purpurnen Flecken, innen hat sie viele purpurnfarbene Flecken. Die bei einer Länge von 15 bis 25 mm ei- bis glockenförmige Kronröhre besitzt mit einer Länge von 3 mm nur kurze, dreieckige Kronblattzipfel, die randlich mit beweglichen, keulenartigen, purpur- oder rosafarbenen Haaren besetzt sind. Die ungestielte Nebenkrone ist bei einer Höhe von 2,5 mm einem Durchmesser von etwa 3 mm an der Basis schalenförmig verwachsen. Die interstaminalen Nebenkronzipfel sind annähernd quadratisch im Umriss, taschenförmig gewölbt und am oberen Rand mit einem Einschnitt versehen; innen befindet sich ein Haarsaum. Sie sind basal mit den staminalen Nebenkronzipfeln verschmolzen. Die bei einer Länge von nur etwa 1 mm zungenförmigen Nebenkronzipfel liegen den Staubbeutel auf. Die Pollinien sind genähert birnenförmig.

### Ähnliche Arten
Brachystelma oianthum ist nahe mit Brachystelma decipiens verwandt. 

## Verbreitung
Brachystelma oianthum kommt in den südafrikanischen Provinzen Nordwest, Mpumalanga und Freistaat vor.

## Taxonomie
Brachystelma oianthum wurde von Rudolf Schlechter 1895 erstbeschrieben. Die zwei ihm vorliegenden Exemplare stammten von Mooifontein (Ditsobotla), Nordwest-Provinz bzw. den Elandspruit-Bergen (Prov. Mpumalanga) aus Höhenlagen von „5500 bis 6000 Feet“ (= 1676 bis 1828 Meter). Eine Abbildung wurde in Cutis's Botanical Magazine publiziert.